# جورج قبرس (اسقف اعظم)
جورج (به یونانی: Γεώργιος؛ زاده ۲۵ مه ۱۹۴۹ با نام جورجیوس پاپاکریزوستمو در آتینو ) اسقف اعظم فعلی قبرس از ۸ ژانویه ۲۰۲۳ است.
او از سال ۲۰۰۶ متروپولیتن اسقف پافوس و از ۷ نوامبر ۲۰۲۲ به عنوان نماینده کلیسای قبرس بود. در ۲۴ دسامبر ۲۰۲۲، او به عنوان اسقف اعظم قبرس انتخاب شد. او رسما وظایف جدید خود را از یکشنبه، ۸ ژانویه ۲۰۲۳، پس از مراسم تاجگذاری در کلیسای جامع سنت بارنابا، در نیکوزیا، قبرس بر عهده گرفت.

## اوایل زندگی
جورج در سال ۱۹۴۹ در آتینو ، روستایی در قبرس به دنیا آمد. او بین سال‌های ۱۹۶۸ و ۱۹۷۲ در دانشگاه کاپودیستری آتن در رشته شیمی تحصیل کرد، سپس در سال‌های ۱۹۷۶ تا ۱۹۸۰ در آنجا دوره‌های الهیات را گذراند. در ۲۳ دسامبر ۱۹۸۴، وی به عنوان شماس در کلیسای قبرس و در ۱۷ مه ۱۹۸۵ به عنوان کشیش و ارشماندریت توسط اسقف اعظم کریسوستوموس اول قبرس منصوب شد. 

## مشاغل
در سال ۱۹۹۴، او دبیر شورای کلیسای قبرس شد. او در کنار وظایف کلیسایی خود به عنوان معلم شیمی در دبیرستان های قبرس خدمت می کرد. او توسط نیروهای اشغالگر ترکیه در قبرس دستگیر و مورد آزار و اذیت قرار گرفت و در سال ۱۹۸۹ علیه ترکیه در دادگاه حقوق بشر اروپا (شماره ۱۵۳۰۰/۸۹۱) شکایت کرد که منجر به اولین محکومیت ترکیه (۵۰۷/۳٫۲٫۹۴) به دلیل نقض حقوق بشر در قبرس شد. 
وی در سال ۱۹۹۶ به عنوان اسقف آرسینوا انتخاب شد.
در ۲۹ دسامبر ۲۰۰۶، او به اتفاق آرا به جای کریسوستوموس دوم قبرس به عنوان متروپولیتن پافوس انتخاب شد. در این بین، او رئیس امور کلیسای قبرس و همچنین رئیس کمیته اخلاق زیستی آن شد. 

## انتخابات اسقف اعظم ۲۰۲۲
در ۷ نوامبر ۲۰۲۲، پس از مرگ کریسوستوموس دوم قبرس، او در انتظار برگزاری انتخابات اسقفی که قرار بود اسقف اعظم بعدی را تعیین کند، به عنوان مسئول کلیسای قبرس منصوب شد.  وی از درگذشت اسقف اعظم در تلویزیون قبرس و یونان خبر داد و از همه مومنان خواست تا به پیکر اسقف اعظم فقید ادای احترام کنند. 
کریسوستوموس دوم در ۱۲ نوامبر ۲۰۲۲ در کلیسای جامع برنابا در نیکوزیا ، جایی که اسقف اعظم قبرس در آنجا دفن شده اند، به خاک سپرده شد. این مراسم به ریاست جورج پافوس برگزار شد و از جمله رئیس‌جمهور قبرس ، پاتریارک کلیسای بارتولومئو اول ، اسقف اعظم یونان ، اسقف اعظم یونان و رئیس‌جمهور یونان حضور داشتند. 
او مسئول سازماندهی برگزاری مناسب انتخابات اسقف اعظم قبرس در سال ۲۰۲۲ بود. 

## اسقف اعظم قبرس
در ۲۴ دسامبر ۲۰۲۲، او با ۱۱ رای موافق از ۱۶ رای موافق، توسط شورای مقدس قبرس به عنوان اسقف اعظم قبرس انتخاب  مراسم به تخت نشستن اسقف اعظم در روز یکشنبه، ۸ ژانویه ۲۰۲۳، در کلیسای جامع سنت بارناباس در نیکوزیا ، قبرس برگزار شد. وی در سخنرانی خود اعلام کرد که هدفش «تقویت مجدد پیام مسیحیت در گفتمان معنوی مدرن»، ادامه «دسترسی کلیسا به فقرا» و «تقویت این موضوع است که تفکر علمی در تضاد با دستورات مسیحیت نیست». 

## مراجع
1. ↑  NewsRoom. "Archbishop Chrysostomos II of Cyprus reposed in the Lord". Orthodox Times (به انگلیسی). Archived from the original on 2022-11-07. Retrieved 2022-11-07.
2. ↑  Giorgobiani, Natia (2022-11-07). "The head of the Cypriot Orthodox Church died". Perild (به انگلیسی). Archived from the original on 2022-11-07. Retrieved 2022-11-07.
3. ↑  NewsRoom. "Metropolitan of Paphos Georgios is the new Archbishop of Cyprus | Orthodox Times (en)". Orthodoxtimes (به انگلیسی). Archived from the original on 2022-12-24. Retrieved 2022-12-24.
4. ↑  "Biography of George of Paphos". www.impaphou.org (به یونانی کهن). Archived from the original on 2009-11-18. Retrieved 2022-11-07.
5. ↑  "Biography of George of Paphos". www.impaphou.org (به یونانی کهن). Archived from the original on 2009-11-18. Retrieved 2022-11-07.
6. ↑  Polignosi. "Γεώργιος Μητροπολίτης Πάφου". www.polignosi.com. Archived from the original on 2023-04-09. Retrieved 2022-11-07.
7. ↑  "Biography of George of Paphos". www.impaphou.org (به یونانی کهن). Archived from the original on 2009-11-18. Retrieved 2022-11-07.
8. ↑  NewsRoom. "Archbishop Chrysostomos II of Cyprus reposed in the Lord". Orthodox Times (به انگلیسی). Archived from the original on 2022-11-07. Retrieved 2022-11-07.
9. ↑  "O Mητροπολίτης Πάφου ανακοινώνει λεπτομέρειες για την κηδεία του Αρχιεπισκόπου". YouTube (به یونانی). Archived from the original on 2022-11-07. Retrieved 2022-11-07.
10. ↑  "Εξόδιος Ακολουθία του Μακαριστού Αρχιεπισκόπου Κύπρου κυρού Χρυσοστόμου Β΄". YouTube (به یونانی). Archived from the original on 2022-11-12. Retrieved 2022-11-12.
11. ↑  "Τι προνοεί το Καταστατικό της Εκκλησίας μετά τη χηρεία του Αρχιεπισκοπικού θρόνου. Πως διεξάγονται οι εκλογές". cyprustimes.com (به انگلیسی). Archived from the original on 2022-11-09. Retrieved 2022-11-09.
12. ↑  NewsRoom. "Metropolitan of Paphos Georgios is the new Archbishop of Cyprus | Orthodox Times (en)". Orthodoxtimes (به انگلیسی). Archived from the original on 2022-12-24. Retrieved 2022-12-24.
13. ↑  "Cyprus' new archbishop enthroned, no Russian clerics attend". AP NEWS (به انگلیسی). 2023-01-08. Archived from the original on 2023-01-08. Retrieved 2023-01-09.

| عنوان‌های کلیسای ارتدکس شرقی | عنوان‌های کلیسای ارتدکس شرقی   | عنوان‌های کلیسای ارتدکس شرقی |
| --------------------------- | ----------------------------- | --------------------------- |
| پیشین: کریستوموس دوم        | اسقف اعظم قبرس ۲۰۲۲– تا امروز | در حال تصدی                 |
| پیشین: کریستوموس دوم        | متروپولیتن پافوس ۲۰۰۶–۲۰۲۲    | پسین: تیچیکوس               |